# Notar
 Denne artikel omhandler overvejende eller alene danske forhold. Hjælp gerne med at gøre artiklen mere almen.
Notar eller Notarius Publicus er i Danmark en embedsmand på et dommerkontor, der bekræfter underskrivning af testamenter og andre retsgyldige dokumenter og andre notarialforretninger som bekræftelse af kopi af f.eks. eksamensbevis, kontrol af, at en lodtrækning går rigtigt til, og protest af veksler og checks.
Man skal normalt selv møde op med det dokument, man ønsker bekræftet, men hvis man på grund af sygdom ikke kan komme til et dommerkontor, kan notaren komme hjem til én.
Notarens virksomhed vedrører ikke dokumentets indhold. At dokumentet er underskrevet for en notar er derfor ingen garanti for, at indholdet er rigtigt, kun for at underskriften er ægte, hvilket bekræftes i notarens påtegning på dokumentet.
Notar er ligeledes navnet på en ejendomsmægler, som formidler ejendomme i Norge, Sverige og Danmark.

## Oversigt
Princippet med at bevidne dokumenter og aftaler kan føres helt tilbage til det første Babyloniske Rige. Lov 122 i Hammurabis lov (ca. 1755-1750 f.Kr.) bestemte, at en indskyder af guld, sølv eller andet løsøre til opbevaring skal fremvise alle genstande og en underskrevet pantsætningsaftale til et vidne notar, før han indskyder genstandene hos en bankmand, og lov 123 bestemte, at bankmanden var fritaget for ethvert ansvar i henhold til pantsætningsaftalen, hvis vidnet benægtede aftalens eksistens. Lov 124 bestemte, at en indskyder med en bevidnet aftale har ret til at indløse den fulde værdi af sit indskud.
Udtrykket "notar", om personer, der bevidner juridiske dokumenter, kan føres tilbage til titlen notarius fra Romerriget.
Dokumenter bekræftes af en notar for at forhindre svindel og sikre, at de er korrekt udført. Et upartisk vidne (notarius publicus) identificerer underskriverne for at udelukke bedragere og sikre, at de har indgået aftalerne bevidst og frivilligt. Lånedokumenter, herunder skøder, erklæringer, kontrakter og fuldmagter er meget almindelige dokumenter, der kræver notarial bekræftelse.
At "notarisere" et dokument eller en begivenhed er ikke et kunstudtryk, og definitionen varierer fra sted til sted; men det betyder generelt, at en notar udfører en række mulige trin.
Notarer i civilretlige jurisdiktioner er specialiserede i alle ejendomsanliggender og foretager ejendomsundersøgelser for at bekræfte ejerskab af ejendommen, eventuelle byrder såsom servitutter eller pant.
Når det gælder notarer, er det ofte ikke nødvendigt for en person at møde op for at få en underskrift for at give et certifikat. Eksempler er certifikater, der bekræfter kopier og certifikater vedrørende loven, såsom certifikater vedrørende en virksomheds evne til at udføre visse handlinger eller forklare den gældende skiftelov.